# HD 82674
HD 82674，又名BD-06 2939，SAO 136951、HR 3805，是一颗恒星，视星等为6.24，位于銀經241.15，銀緯31.07，其B1900.0坐标为赤經9h 28m 22.8s，赤緯-6° 31.07′ 47″。